# 아리조나 그린티
아리조나 그린티는 녹차물, 꿀 그리고 인삼추출물이 혼합된 음료이다. 이 음료의 실제 이름은 아리조나 그린티 위드 진생 앤 허니이고 미국의 아리조나 음료 회사라는 업체에서 생산 및 수출중이고 현재 한국에선 한국쥬맥스가 수입판매를 맡고 있다. 아리조나 그린티는 평범한 녹차와는 다르게 꿀이 함유되어있어 달달한 맛이 난다. 

## 원재료명 및 함량
녹차물 89.66%, 꿀 0.25%, 인삼추출물 0.01% 외에 고과당콘시럽, 구연산, 천연레몬향, 비타민 c

## 구매처
아리조나 그린티는 시중에서 쉽게 구할 수 있다. 현재 대부분의 커피숍, 대형마트, 뷰티숍등 다양한 판매처가 있고 대부분의 인터넷 쇼핑몰에서도 판매하고 있다.